# 江蘇交通
江苏交通是指中华人民共和国江苏省内的交通运输系统。江苏省公路总里程为152247公里，其中高速公路里程为4122公里，居全国第5位，高速公路密度高居全国各省区首位。江苏铁路交通发达，京沪铁路、陇海铁路两条铁路干线经过境内。除此之外，还有新长铁路、宁铜铁路、宁启铁路、宁西铁路、宁连铁路、宁合铁路等。

## 公路

### 高速公路
截止2011年底，江苏省公路总里程为152247公里。其中高速公路里程为4122公里，居全国第5位，高速公路密度高居全国各省区首位。 连霍高速公路、 沪陕高速公路、 沪蓉高速公路横贯东西； 沈海高速公路、 京沪高速公路、 长深高速公路纵穿南北； 宁洛高速公路连接南京和洛阳两城市； 沪渝高速公路自上海经苏州入浙江； 京台高速公路自山东经徐州入安徽；此外还有多条国道和省级高速公路。

### 普通国道
- 104国道（北京－平潭），途经徐州、睢宁、南京、句容、溧阳、宜兴。
- 204国道（烟台－上海），途经赣榆、连云港、灌云、响水、滨海、阜宁、盐城、东台、海安、如皋、南通、张家港、常熟、太仓。
- 205国道（秦皇岛－深圳），途经新沂、沭阳、淮安、洪泽、南京。
- 206国道（威海－汕头），途经徐州。
- 310国道（连云港－共和），途经连云港、徐州。
- 311国道（连云港—栾川），途经连云港、东海、新沂、邳州、徐州。
- 312国道（上海－霍尔果斯），途经昆山、苏州、无锡、常州、丹阳、南京。
- 318国道（上海－霍尔果斯），途经吴江。
- 327国道（连云港－固原），途经连云港。
- 328国道（启东－老河口），途经启东、如东、海安、姜堰、泰州、江都、扬州、仪征。
- 228国道（丹东－东兴），途经赣榆、连云、射阳港、大丰港、如东、海门。
- 233国道（克什克腾－黄山），途经连云港灌云、灌南、涟水、淮安、宝应、高邮、扬州、镇江、丹阳、金坛、溧阳。
- 235国道（新沂－海丰），途经新沂、宿迁、泗洪、盱眙、南京、溧水、高淳。
- 237国道（济宁－宁德），途经丰县。
- 343国道（大丰—卢氏），途经大丰、盐城、建湖、淮安、泗阳、泗洪。
- 344国道（东台—灵武），途经东台、兴化、金湖、盱眙。
- 345国道（启东—那曲），途经启东、海门、南通、靖江、泰兴、江都、扬州。
- 346国道（上海—安康），途经太仓、张家港、江阴、镇江、南京。
- 347国道（南京－德令哈），途经南京。
- 518国道（日照－定陶），途经沛县、丰县。
- 523国道（泰州－丹阳），途经泰州、扬中、丹阳。
- 524国道（常熟－海宁），途经常熟、苏州、吴江。
- 633国道（泗阳－阜阳），途经泗阳、宿迁、睢宁。
- 634国道（太仓港－平湖），途经太仓港、昆山。
- 635国道（吴江－芜湖），途经吴江、无锡、宜兴、高淳。

## 铁路
江苏铁路交通发达，京沪铁路、陇海铁路两条铁路干线经过境内。除此之外，还有新长铁路，宁铜铁路、宁启铁路、宁西铁路、宁连铁路、宁合铁路等。进入21世纪后，江苏省又先后开通运营沪宁城际铁路、京沪高速铁路、宁杭高速铁路、宁安客运专线、徐兰高速铁路、徐宿淮盐铁路等高铁线路。
2020年，被认为是江苏铁路脊梁的连淮扬镇铁路全线运营，该高速铁路可以在镇江双向连接沪宁城际铁路，繁忙程度仅次于京沪高铁与沪宁城铁。此后，徐宿淮盐铁路、沪宁沿江高铁、沪苏嘉铁路等相继投入运营。
京沪铁路南京至上海段为中国最繁忙的铁路之一，高峰时段平均每5分钟就有列车通过。目前(2025年3月)，江苏省还有通苏嘉铁路、北沿江高速铁路、盐泰锡常宜铁路在建，常泰铁路、镇宣铁路等线路处于规划阶段。

## 航空
截至目前为止，共有10個机场，分別为：
1. 南京禄口国际机场
2. 苏南硕放国际机场
3. 常州奔牛国际机场
4. 南通兴东国际机场
5. 盐城南洋国际机场
6. 徐州观音国际机场
7. 连云港白塔埠国际机场
8. 扬州泰州国际机场
9. 淮安涟水国际机场
10. 连云港花果山国际机场

## 跨江桥隧
由于长江流经江苏省腹地，跨江桥梁隧道的建设对于江苏的陆上交通体系至关重要。目前已经建成或正在建设的跨江桥隧有：
| 名称                                   | 年份 | 类型           |
| -------------------------------------- | ---- | -------------- |
| 南京大胜关铁路长江大桥                 | 2009 | 铁路桥         |
| 南京大胜关公路长江大桥（南京长江三桥） | 2005 | 公路桥         |
| 南京江心洲长江大桥（南京长江五桥）     | 2020 | 公路桥         |
| 南京应天大街长江隧道                   | 2009 | 公路隧道       |
| 南京定淮门长江隧道                     | 2016 | 公路隧道       |
| 南京建宁路长江隧道                     | 在建 | 公路隧道       |
| 南京长江大桥                           | 1968 | 公路、铁路桥   |
| 南京燕子矶长江隧道                     | 2022 | 公路隧道       |
| 南京八卦洲长江大桥（南京长江二桥）     | 2001 | 公路桥         |
| 南京新生圩长江大桥                     | 在建 | 公路桥         |
| 南京栖霞山长江大桥（南京长江四桥）     | 2012 | 公路桥         |
| 宁扬长江大桥                           | 2025 | 公路桥         |
| 润扬长江大桥                           | 2005 | 公路桥         |
| 五峰山长江大桥                         | 2020 | 公路、铁路桥   |
| 泰州长江大桥                           | 2012 | 公路桥         |
| 常泰长江大桥                           | 在建 | 公路、铁路桥   |
| 江阴靖江长江隧道                       | 在建 | 公路隧道       |
| 江阴长江大桥                           | 1999 | 公路桥         |
| 张靖皋长江大桥                         | 在建 | 公路桥         |
| 沪苏通长江公铁大桥                     | 2020 | 公路、铁路桥   |
| 苏通长江大桥                           | 2008 | 公路桥         |
| 海太长江隧道                           | 在建 | 公路、铁路隧道 |
| 崇启大桥                               | 2011 | 公路桥         |

## 车牌
| 城市   | 车牌     | 备注                              |
| ------ | -------- | --------------------------------- |
| 南京   | 苏A      |                                   |
| 无锡   | 苏B      |                                   |
| 徐州   | 苏C      |                                   |
| 常州   | 苏D      |                                   |
| 苏州   | 苏E、苏U | 2018年10月23日启用苏U发牌机关代号 |
| 南通   | 苏F      |                                   |
| 连云港 | 苏G      |                                   |
| 淮安   | 苏H      |                                   |
| 盐城   | 苏J      |                                   |
| 扬州   | 苏K      |                                   |
| 镇江   | 苏L      |                                   |
| 泰州   | 苏M      |                                   |
| 宿迁   | 苏N      |                                   |